# Manuel Domingo i Sol
Manuel Domingo i Sol (Tortosa, 1 d'abril de 1836 - 25 de gener de 1909) va ser un sacerdot català, fundador de la Fraternitat dels Sacerdots Operaris Diocesans del Sagrat Cor de Jesús. Va ser beatificat per Joan Pau II el 1987.

## Biografia
Nascut a Tortosa el 1836, de jove va manifestar el seu desig d'ésser sacerdot i als quinze anys ingressà al seminari de Tortosa, essent ordenat el 2 de juny de 1860 i fent la primera missa el 7 de juny a l'església de Sant Blai. Va ésser enviat pel bisbe a continuar els estudis a València, on es doctorà en teologia.
El seu primer destí com a rector va ser l'Aldea (Tortosa), el 1862 i l'any següent es fa càrrec de la parròquia de Sant Jaume de Tortosa. Va ser també confessor de tres convents de religioses i professor de l'institut de la ciutat, dedicant-se a fer apostolat entre els joves. Per aquest motiu va fundar l'associació La Juventud Católica, una Congregació Mariana o la revista El congregante de San Luis, primera revista juvenil catòlica de l'Estat.

### La formació dels futurs sacerdots
El 1873, arran del tracte amb el seminarista Ramon Valero, que passava necessitats per seguir la seva vocació (el seminari havia quedat destruït durant la Revolució de 1868), Manuel Domingo veié que calia donar facilitats als aspirants a sacerdot, tant pel que fa a cobrir-ne les necessitats físiques com les espirituals i de formació. Deia: "la formación del Clero es lo que podríamos decir la llave de la cosecha en todos los campos de la gloria de Dios. Nosotros más que apóstoles parciales, hemos de ser moldeadores y formadores de apóstoles".
Així, per fomentar les vocacions sacerdotals, va obrir, el setembre de 1873, la Casa de Sant Josep, humil residència on va agrupar 24 seminaristes pobres. Diverses ampliacions van portar a inaugurar, 
l'11 d'abril del 1879, el Col·legi de Sant Josep per a Vocacions Eclesiàstiques, amb 300 seminaristes; a més, en mantenia cent més, gratuïtament, al Palau de Sant Ruf. Aviat veié que calia, per dirigir i gestionar l'establiment d'una manera estable, una corporació que se'n fes càrrec, per la qual cosa va fundar un institut secular: el 16 i el 19 de juliol de 1883, amb quatre companys, va fer els vots d'obediència, instaurant la Germandat de Sacerdots Operaris Diocesans.
No hi havia, però, un marc jurídic adequat, en el dret canònic, per a aquest tipus d'institut de vida consagrada, per la qual cosa va tenir uns inicis complicats. S'estengué per Espanya, però (València 1884, Múrcia 1888, Oriola 1889, Plasencia 1893, etc.), i per Portugal (Lisboa 1896). A més, molts seminaris ja existents van confiar-ne la direcció a membres de la Fraternitat, garantint així un mètode i qualitat d'educació molt majors: des del seminari d'Astorga (1896) als de Barcelona 1905 o Tarragona (1908). L'1 d'abril de 1892 s'obrí a Roma un Pontifizio Collegio Spagnolo.
De gran devoció a l'Eucaristia i el Santíssim Sagrament, va impulsar l'erecció de temples expiatoris, com el Templo Nacional Expiatorio de San Felipe de Jesús (Mèxic), el 1889, o el Temple de Reparació de Tortosa, el 1903.
Manuel Domingo morí el 25 de gener de 1909.

## Veneració
El 13 de novembre de 1930 s'obrí el procés informatiu per a la seva beatificació: introduïda la causa el 1946, el 4 de maig de 1970 se'n reconegué la heroicitat de les virtuts i el 29 de març de 1987, Joan Pau II el proclamà beat.
La festivitat litúrgica és el 29 de gener, aniversari de la fundació de la Fraternitat.